# Linaria pseudoviscosa
Linaria pseudoviscosa är en grobladsväxtart som beskrevs av Svante Samuel Murbeck. Linaria pseudoviscosa ingår i släktet sporrar, och familjen grobladsväxter. Inga underarter finns listade i Catalogue of Life.